# Моляно Венето
Моля̀но Вѐнето (на италиански: Mogliano Veneto; на венециански: Mojàn, Моян) е град и община в Северна Италия, провинция Тревизо, регион Венето. Разположен е на 8 m надморска височина. Населението на общината е 27 720 души (към 2014 г.).